# Dans la clairière en feu
Pour plus de détails, voir Fiche technique et Distribution.
Dans la clairière en feu (titre original, The Combat) est un film muet américain réalisé par Lynn Reynolds, sorti en 1926.

## Fiche technique
- Titre : Dans la clairière en feu
- Titre original : The Combat
- Réalisation : Lynn Reynolds
- Scénario : J.G. Hawks (en), Edward J. Montagne (en)
- Photographie : Charles J. Stumar
- Producteur : Carl Laemmle
- Société de production :  Universal Film Manufacturing Company
- Société de distribution :  Universal Film Manufacturing Company
- Pays de production :  États-Unis
- Langue : film muet avec les intertitres en anglais
- Métrage : 2 046,75 m (7 bobines)
- Format : Noir et blanc — 35 mm — 1,33:1 — Muet
- Genre : Western
- Durée : 70 minutes (1 h 10)
- Dates de sortie : 
  - États-Unis : 30 mars 1926
  - Royaume-Uni : 16 août 1926
  - Finlande : 2 janvier 1927

## Distribution
- House Peters : Blaze Burke
- Wanda Hawley : Alice Childers
- Walter McGrail : Milton Symmons
- C.E. Anderson : Red McLaughlin
- Charles Hill Mailes : Jeremiah 'Jerry' Flint
- Steve Clemente : le métis
- Howard Truesdale (en) : le shérif